# 竜游県
竜游県（りゅうゆう-けん）は中華人民共和国浙江省に位置する省直轄の県であり、しばらくの間、衢州市の代理管轄下に置かれている。

## 地理
竜游県は浙江省中西部に位置し、金華市婺城区及び蘭谿市、南は麗水市遂昌県、西は衢江区、北は建徳市と接する。

## 歴史
殷周代には姑篾国が存在していた。
前222年、秦が楚を滅ぼすと姑篾の地に太末県が設置され会稽郡の管轄とされた。634年（貞観8年）、唐朝は竜丘県と改称、五代十国時代になると931年（宝正6年）、銭鏐により竜游県と改称された。1121年（宣和3年）、北宋により盈川県と改称されたが、1131年（紹興元年）に竜游県に戻されている。
1959年12月、竜游県が廃止とされ衢県に統合されたが、1983年9月に再設置されている。

## 行政区画
- 街道：竜洲街道、東華街道
- 鎮：湖鎮鎮、小南海鎮、詹家鎮、渓口鎮、横山鎮、塔石鎮
- 郷：羅家郷、廟下郷、石仏郷、社陽郷、大街郷、模環郷
- 民族郷：沐塵シェ族郷

## 交通

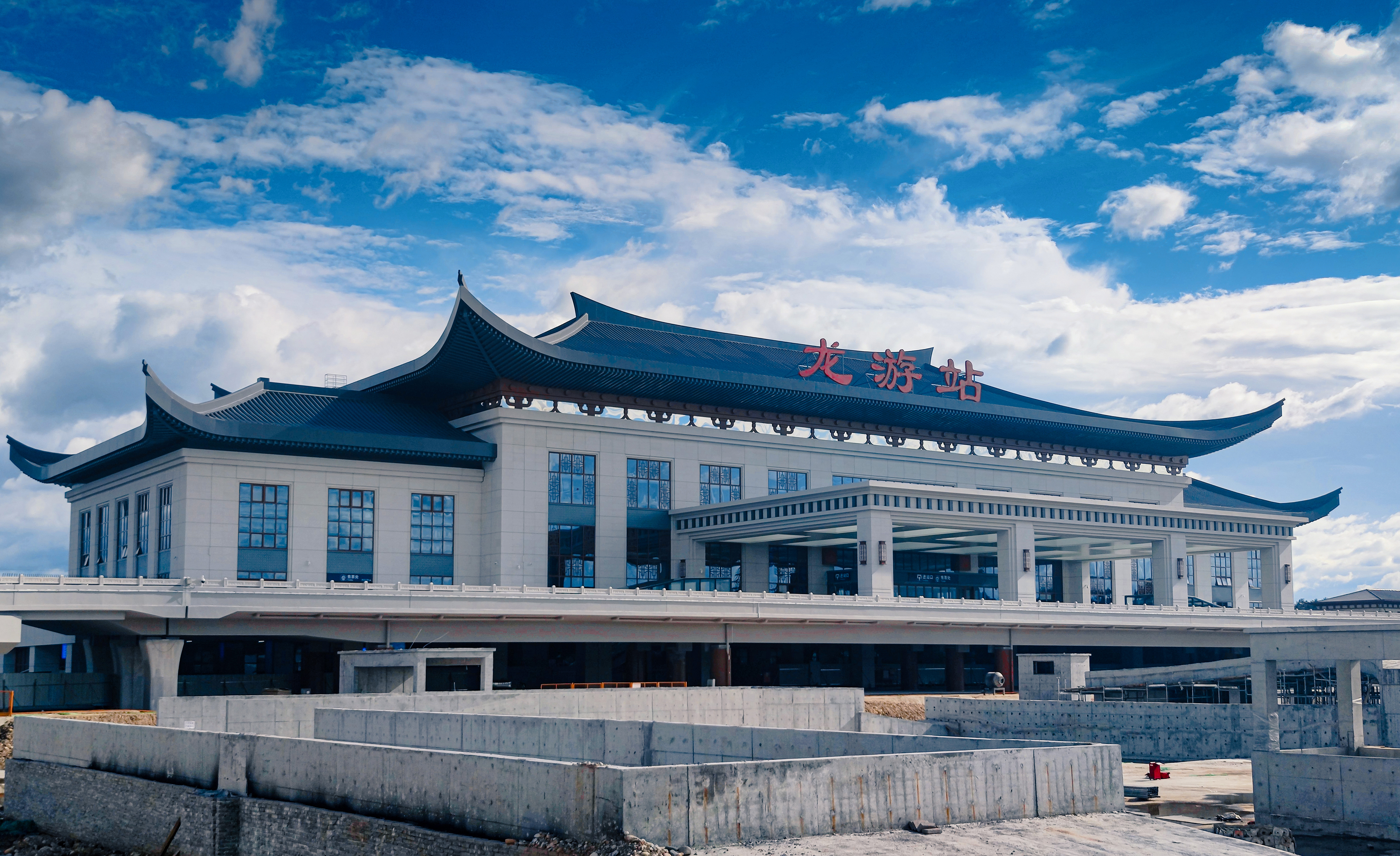
竜游駅駅舎

### 鉄道
- 中国国家鉄路集団
  - 滬昆旅客専用線、滬昆線
    - 竜游駅

  - 衢寧線（中国語版）
    - 竜游南駅

### 道路
- 高速道路
  -  滬昆高速道路
  -  溧寧高速道路（中国語版）
- 国道
  - G320国道